# 厚岸雾多布昆布森国定公园
厚岸雾多布昆布森国定公园（日语：／ Akkeshi Kiritappu Konbu-mori Kokutei kōen）是位于北海道钏路郡钏路町、厚岸郡厚岸町、滨中町和川上郡标茶町的国定公园，前身是1955年（昭和30年）指定的厚岸道立自然公园，2021年（令和3年）3月30日指定升格为国定公园。

## 概要
公園位于北海道东部的钏路市东面，从钏路町东部的太平洋沿岸部经过厚岸町、别寒边牛川河口部、厚岸湖到滨中町雾多布，沿着太平洋沿岸，拥有发达的海岸阶地、海蚀崖、湖沼、湿地等，地形多变。

## 地理
本地区在夏季由于海流的影响容易出现海雾，另一方面，冬季少雪，晴天较多。全年气温较低，是日本气候最为凉爽的地区之一。在公园内的海岸草原和湿地可以轻松地看到本州只有在山上才能看到的高山植物。在森林、海岸草原、湿地、湖沼等富于变化的本地区，可以看到桦树、落叶松等针阔混交林，山鸢尾、蓝花赝靛等海岸性植物，北萱草、红莓苔子等湿原性植物。另外，在富于变化的环境中，还分布着以大天鹅为首的鸭科水鸟，丹顶鹤、虎头海雕、白尾海雕和花魁鸟等稀有鸟类也有分布，在一年中可以观察到各种各样的野鸟。

## 主要景点
- 尻羽岬
- 爱冠岬
- 雾多布岬
- 琵琶濑展望台
- 别寒边牛湿原
- 泪岬
- 厚岸水鸟观察馆
- 雾多布湿原游客中心

## 相關市町村
- 钏路郡
  - 钏路町
- 厚岸郡
  - 厚岸町
  - 滨中町
- 川上郡
  - 标茶町

## 外部連結
- 北海道厅-厚岸雾多布昆布森国定公园介绍 （页面存档备份，存于）
- 北海道厅-厚岸雾多布昆布森被指定为国定公园 （页面存档备份，存于）